# Charles-Valentin Alkan
Charles-Valentin Alkan (Párizs, 1813. november 30. – Párizs, 1888. március 29.) francia zeneszerző, zongorista, orgonista, tanár; kora egyik legnagyobb zongoravirtuóza. Zsidó származású volt, ami mind életén, mind a munkásságán nyomot hagyott. Hatévesen beiratkozott a Párizsi Konzervatóriumba, majd felnőttként híres virtuóz és tanár lett. Fiatalabb korában élénk társasági életet élt és megismerkedett több művésszel is, köztük Delacroix-val, Liszttel és Chopinnel. Később, 1848 után visszahúzódott a koncertezéstől, és Párizsban élt egészen haláláig.

## Élete és pályafutása
Alkan 1813. november 30-án, Charles-Valentin Morhange néven született Párizsban Alkan Morhange (1780–1855) és Julie Abraham gyermekeként. A második volt hat testvér közül; egy nővére és négy öccse volt. Az apjának magán zeneiskolája volt Le Marais-ban, Párizs zsidónegyedében. Még gyermekkorában ő és hozzátartozói felvették az apjuk személynevét családnévnek (ekkor kezdték meg tanulmányaikat a Párizsi Konzervatóriumban). Alkan egyik öccse, Napoléon, a szolfézs professzora lett a konzervatóriumban, másik öccse, Maxim, zenét szerzett párizsi színházaknak, míg nővére, Céleste, zongorista lett.
Charles-Valentin Alkan élete egészét Párizsban töltötte. Egyetlen ismert koncertkörútja Angliában volt (1833–1834); emellett az egyetlen dokumentált utazása Metz városába vezetett, ahol családi ügyeket intézett az 1840-es években.

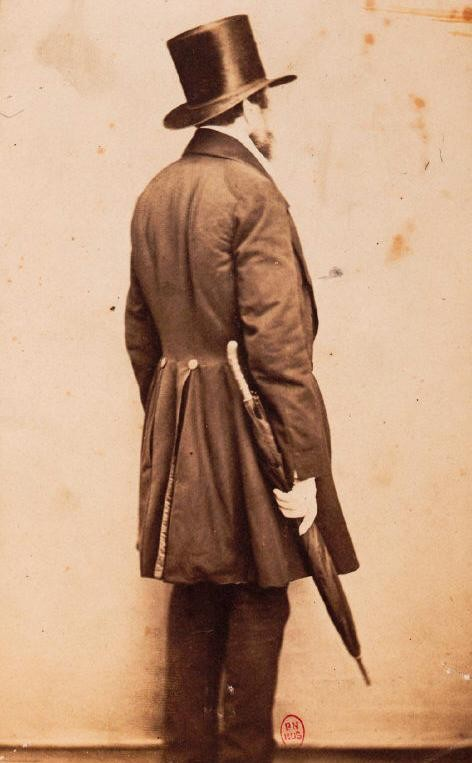
Két ismert fényképe egyike

Alkan csodagyerek volt. Mikor belépett a párizsi konzervatóriumba, mind zongorán, mind orgonán tanult. Tanára, Joseph Zimmermann egyik kedvence volt (Zimmermann tanította Georges Bizet-t, César Franckot, Charles Gounod-t és Ambroise Thomas-t is). Hétévesen első díjat nyert szolfézsból, valamint egyéb díjakat nyert összhangzattanból, zongorából és orgonából. Luigi Cherubini a technikáját és a képességeit is lenyűgözőnek találta. Hét és fél évesen adta első koncertjét, mint hegedűművész; az első nyilvános zongorista fellépése 12 éves kora körül volt, mikor több saját darabot is előadott privát körben. Az első publikált darabja (opus 1) 1828-ban jelent meg, mikor 14 éves volt.
A húszas éveiben tanított és koncerteket adott elegáns körökben. Itt megismerkedett Liszttel, George Sand-nal, Victor Hugóval és később Anton Grigorjevics Rubinstejnnel. 1838 körül érte el a karrierje csúcsát, 25 évesen. Gyakran adott elő Chopinnel, illetve rivalizált Liszttel, Sigismond Thalberggel. Liszt egyszer azt mondta, hogy Alkannak van a legjobb zongoratechnikája amit valaha látott. Ebben az időben (ami egybeesik Élie-Miriam Delaborde zeneszerző születésével, aki Alkan feltételezett gyereke), úgy 6 évig visszavonult a nyilvánosság elől, majd 1844-ben tért vissza a koncertplatformra. Az 1840-es években Chopin szomszédja volt, és miután 1849-ben meghalt, sok Chopin tanítvány ment át Alkanhoz.
1848-ban nagy csalódás érte, mikor pályázott a Párizsi Konzervatórium zongoraszakának vezetői posztjára Zimmermann nyugdíjazása után. Sokat lobbizott az állásért, de Daniel Auber, a konzervatórium vezetője Antoine Marmontel-ot, Alkan tanítványát nevezte ki erre a posztra. Ez a mély csalódottság lehet az egyik oka, hogy vonakodott nyilvánosság előtt előadni. 1851-ben a párizsi templom orgonistájának nevezték ki, de szinte azonnal lemondott, és eltekintve két 1853-as koncertjétől, több mint 25 évre visszavonult.
Egy a német zeneszerző és karmester Ferdinand Hillernek írt levelében azt írta:
Napról napra egyre inkább ember- és nőgyűlölő leszek… semmi jót és hasznosat nem csinálok… semminek sem szentelem magam. Szerencsétlen helyzetem szörnyen elszomorít. Még a zeneszerzés sem fejt ki rám vonzerőt, mert nem látom a célját vagy a lényegét.
Ennek ellenére még volt egy baráti köre; továbbra is alkotott és publikált. Friedrich Niecks, a német-skót zeneakadémikus néhány nappal azután, hogy komoly ellenállásba ütközött Alkan házvezetőnőjével, találkozott vele Érard-nál (zongorakészítő cég). Niecks a találkozást úgy írta le, hogy „a fogadtatás nem volt valami udvarias, de annál inkább baráti”.
Jack Gibbons angol zongoravirtuóz, közismert Alkan-játékos azt írta Alkan személyiségéről:
Alkan értelmes, élénk, humoros és meleg szívű személy volt (e tulajdonságai kidomborodnak zenéjében is), akinek egyetlen bűne talán csak színes képzelete; ha e tulajdonságának alkalmi kicsapongásait nézzük (melyek enyhék más „ingerlékeny” művészekéhez képest!), elsősorban túlérzékenységének tudhatók be.
Alkan életének utolsó évtizedében több „kis koncertet” adott az Érard zongoratermében, ahol nem csak saját, hanem kedvenc zeneszerzői műveit is játszotta Bachtól kezdődően. Néha testvéreivel együtt is játszott. Ezeken a koncerteken Vincent d’Indy, francia zeneszerző és tanár is jelen volt.
Alkan életének vannak bizonyos részei, amelyekről nagyon keveset tudunk. Tudjuk, hogy tanulmányozta a Bibliát és a Talmudot. Úgy tűnik Ferdinand Hiller segítségével a Biblia Új- és Ótestamentumát is lefordította az eredeti nyelvükről. Ez a fordítás sajnos elveszett, mint ahogy Alkan sok darabja is. Az elveszett darabok között van több vonóshatos és egy hatalmas zenekari szimfónia (erről a műről Léon Kreutzer egyik 1846-os cikkéből tudunk, akinek Alkan megmutatta mű kottáját).

### Delaborde
Alkan nem házasodott meg, de Élie-Miriam Delaborde (1839-1913) francia zongoristáról úgy hisszük, hogy Alkan törvénytelen fia. Néhányan fontosnak találják a tényt, hogy a „Delaborde” név Alkan barátjának és Chopin szeretőjének, George Sandnak a leánykori neve. Delaborde Alkannál tanult fiatal korában; előadta és átírta Alkan több darabját is. Mint az apja, ő is ismert pédalier (pedálzongora) játékos volt. Georges Bizet halála után Bizet özvegye, Geneviève (a zeneszerző Jacques Fromental Halévy lánya) összejárt Delaborde-dal; valóban létezik egy házasodási kérelem kettejük között, ami viszont sosem valósult meg. Érdekes, hogy Delaborde, aki szenvedélyes sportoló volt, indirekt módon okolható Bizet haláláért, ugyanis kettejük között volt egy úszóverseny, aminek következtében Bizet meghűlt. Delaborde később megházasodott, de nem tudni hogy lettek volna gyerekei.

### Halála

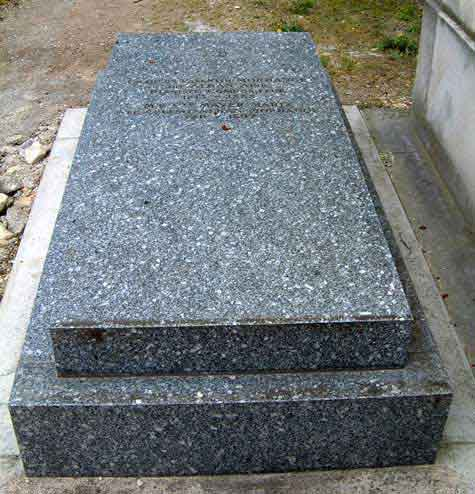
Sírja a párizsi Cimetière de Montmartre-ban

Alkan Párizsban halt meg 1888. március 29-én, 74 évesen. Sok éven keresztül úgy hitték, hogy a halálát egy ledőlő könyvespolc okozta az otthonában, mikor a Talmudot akarta levenni egy magas polcról. Ezt az apokrif mesét (melyet a jelek szerint Delaborde terjesztett) hatásosan cáfolja Hugh Macdonald, aki felfedezett egy levelet Alkan házvezetőjétől, melyben leírja, hogy Alkan elesett a konyhájában egy „porte-parapluie”-től (ami jelenthet nehéz kabátot vagy esernyőtartót). A házvezető hallotta Alkan felnyögését. Mire odaért, Alkan elájult, ezért bevitte őt a szobájába, ahol még aznap este meghalt. Ezzel szemben a könyvespolcos történetnek is vannak gyökerei egy történetben, melyet Metz (a település, ahol Alkan családja lakott) rabbijának meséltek el. Alkant április 1-jén (húsvétvasárnap) temették el a Cimetière de Montmartre-on (párizsi temető), nem messze kortársa, Fromental Halévy sírjától.
Alkan állítólagos gyászjelentéséről is van egy széles körben idézett legenda, melyet Ronald Smith, angol zeneszerző és zongoravirtuóz, Alkan életrajzírója tényként ír le. A legenda arról szól, hogy a Le Ménéstrel magazin címlapján a következő szavak álltak: „Alkan halott. Meg kellett halnia, hogy bizonyíthassa létét.” E történetnek azonban nincs alapja, ugyanis sem a Le Ménéstrel, sem más folyóirat nem tett közzé ilyen nekrológot.
Alkan húga, Céleste is ugyanabban a montmartre-i sírban nyugszik, ahol Alkan.

## Alkan zongorajátéka

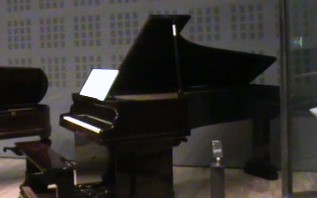
Alkan Erard pedálzongorája a Musée de la musique-ban (Párizs)

Alkan lenyűgöző technikáját többnyire művei elképesztő fizikai és technikai igényei támasztják alá.
Ugyanakkor ez a technika nem volt a zeneisége rovására. Példa erre több érzékenyebb darabja (pl. a H-dúr Nocturne-je (op. 22) és a „Esquisses” több darabja is). Vincent d’Indy úgy emlékezett egy Alkannal való találkozásukról az 1870-es évekből, hogy „sovány, kampós ujjai vannak”, és miután egy pedálzongorán hallotta Bachot játszani, azt monda:
Hallgattam, és földbe gyökerezett a lábam a kristálytiszta, expresszív játékától.
Alkan később Beethoven op. 110 szonátáját játszotta, amiről d’Indy azt monda:
Mi történt a nagy beethoveni poémával – mindenekelőtt az Ariosóval és a fúgával, ahol a dallam átható misztériuma maga a halál, felmászva a láng fényére – nem tudtam leírni. [Az előadás] olyan lelkesedéssel érintett meg, mint amilyet még soha nem tapasztaltam. Ez nem Liszt volt – technikailag kevésbé tökéletes, de intimebb és sokkal emberibb volt…
Egy másik leírás a játékáról egy Liszt és Alkan tanítványtól származik, aki Alkan előadását úgy írta le, hogy „egy rendkívül fiatalos minőség jellemezte a játékát, ami sokkal törékenyebb és idősebb nála”.

## A zenéje

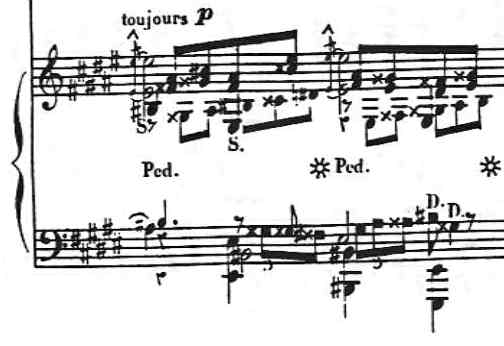
Alkan zenéjében gyakran találkozhatunk idioszinkratikus jellemzőkkel, beleértve a szokatlan pedál és hangnemjelöléseket. (egy kottarészlet a Grande Sonate 2. tételéből)

Mint Chopin vagy Liszt, Alkan is főleg billentyűs hangszerekre írt, de Alkannál ebbe beletartozott az orgona és a pedálzongora is. A legtöbb művének előadásához eszményi virtuozitás szükséges, ami többnyire extrém sebességben, hatalmas ugrásokban, ismételgetett hangok hosszú szakaszaiban, hatalmas (akár 10 hang széles) akkordokban és széles ellenpontozásban nyilvánul meg. Alkan műveit többen szinte lehetetlenül nehéznek titulálják; ez a technikai igény valószínűleg nagyban hozzájárult Alkan széles körben vett ismeretlenségéhez.
Marc-André Hamelin, híres zongoravirtuóz, az egyik legjobb Alkan játékos azt mondta Alkan zenéjéről:
Alkan zenéjében az a legszembetűnőbb a legtöbb embernek, aki nem ismeri és hallgatja a műveit, hogy bonyolult játszani… De igazából szerettem volna, ha nem kívánnának ilyen szintű technikát a művei… De Alkan zenéjének nagyszerű zenei értéke érdemessé teszi, hogy kigyakoroljuk ezeket a nehézségeket, még ha ez sok időt is vesz igénybe.

## Jelentősebb művei

### Grande sonate „Les Quatre Âges de la vie”, op. 33
Alkan e műve egy négytételes szonáta zongorára; a címének fordítása talán úgy hangzana „A négy életkor nagy szonátája”. A mű négy tételben mutatja meg egy férfi négy korát: 20-as, 30-as, 40-es és 50-es éveit. Alkan 33 évesen publikálta szonátáját. A művet apjának ajánlotta.

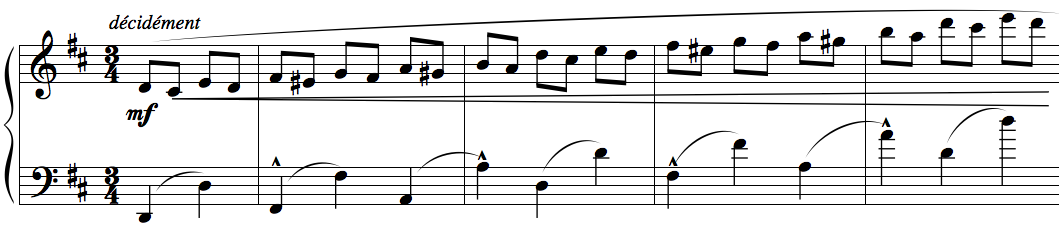
A szonáta az optimista 20-as évekkel kezdődik, nagyon élénken és gyorsan

Az első tétel, a 20-as évek D-dúrban van, de sokszor áttér B-mollba. Végig gyors skálafutamokkal mutatja be a fiatal, erőteljes férfit, de „hibás akkordokkal” jellemzi a fiatalember „szeleburdiságát” is (az egyik ilyet „ridente”(olaszul: nevetés) jelzővel illette). A tétel közepén megjelenik egy lassabb, énekelhető téma, amely a tétel végén vegyül a gyors skálákkal és futamokkal (egyébként ez a struktúra, miszerint először egy gyors, de jellegzetes skálafutam, majd egy énekelhető téma bontakozik ki, Alkan több darabjában is megjelenik, mint a „Le Chemin de fer” illetve a „Comme le vent”). A tétel szerkezete és tempója hasonlít Chopin 1. Scherzo-jára (op. 20).

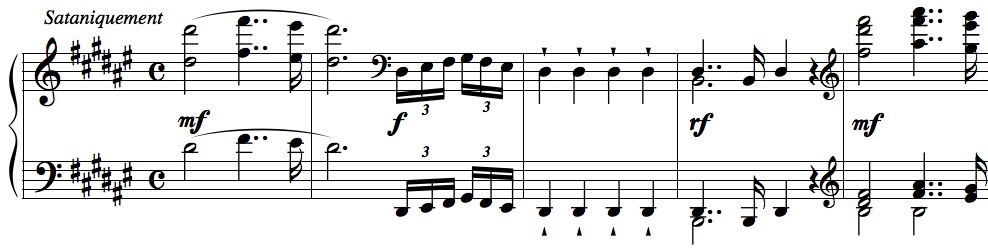
A második, Quasi Faust-tétel első néhány taktusa

A második tétel, a 30-as évek („Quasi Faust” címmel) szintén az életerős férfit ábrázolja. A tétel néhol gyors, néhol lassú (már-már rapszódia jellegűen), de a finálé (ahogy az Alkan több művében is megjelenik) rendkívül gyors és erőteljes. Ronald Smith könyvében azt írja, hogy a tétel struktúrailag nagyon hasonló Liszt (későbbi) h-moll szonátájához. A tételben van egy rövid, nyolcszólamú fúga.

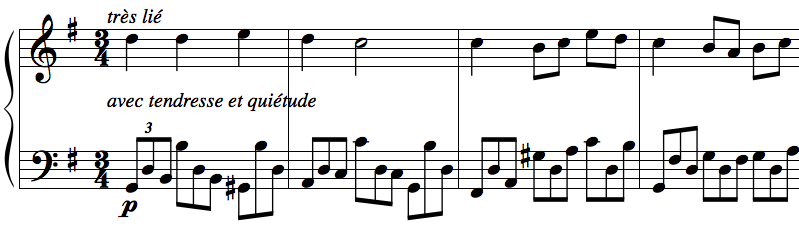
A 3. tétel vidáman ábrázolja a boldog házaséletet

A harmadik tétel, a 40-es évek („Un heureux ménage”; „Egy boldog háztartás”), G dúrban jellemzi az idősödő, boldog, családos embert, illetve bizonyos részein „a gyereket”. A mű nyugodt, lassú.

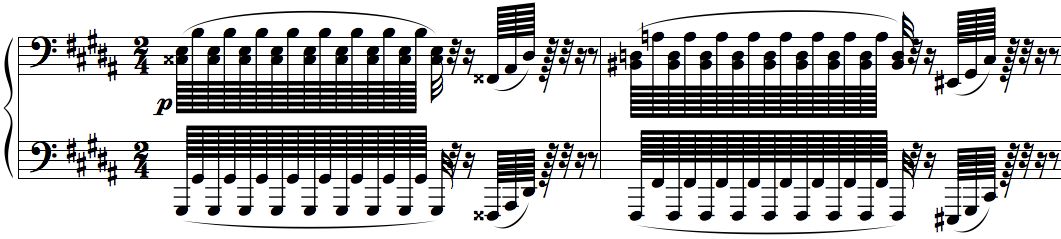
Az 50-es évek, „A lekötözött Prométheusz” címmel nagyon sötét és intenzív hatású

Az utolsó tétel, amely az 50-es éveket mutatja be („Prométhée enchaîné”; „A leközözött Prométeusz”) gisz mollban, a nagyon öreg és halálhoz közeli embert jellemzi. Ez a tétel rendkívül sötét és lassú.

### Douze études dans tous les tons mineurs, op. 39
A „12 etűd minden mollban” tartalmazza Alkan legnagyobb mesterműveit, köztük egy négytételes szimfóniát illetve egy háromtételes zongoraversenyt, mindkettőt szóló zongorára. Ezek a darabok még Liszt transzcendentális (emberfeletti) etűdjeit is felülmúlják terjedelemben és bonyolultságban.
A sor első darabja a „Comme le vent” („Mint a szél”) egy élénk, rendkívül gyors darab, bonyolult, tizenhatodokból álló skálafutamokkal. A darab nincs 5 perc, a kottája mégis 20 oldal hosszú.
A második, „En rhythme molossique”, ahogy a címe is mondja, a molosszus, dobszerű játék ritmusára épül (a molosszus versláb az ókori metrikában, mely három hosszú szótagból áll).
A harmadik darab, a „Scherzo diabolico” („Ördögi scherzo”) kezdete nagyon hasonlít Chopin híres, 2. scherzo-jának elejére. A kb. 5 perces darab ördögi virtuozitást és sebességet követel a zongoristától.
A 4., 5., 6., 7. etűd a 4. tétele egy teljes szimfóniának szóló zongorára. Liszthez hasonlóan Alkan is úgy gondolta, hogy egy zongorán utol lehet érni a zenekari hatást. Az első tétel (kb. 10 perc) talán leginkább a Grande sonate „Quasi faust” tételére hasonlít a tempó és a dinamika szempontjából. A második tétel egy gyászinduló, de nem olyan sötét és lassú, mint a legtöbb hasonló darab. A 3. tétel egy gyors menüett többnyire oktávokon. A negyedik tétel egy rendkívüli sebességet és technikát igénylő rész, Alkanhoz híven erőteljes finálé.

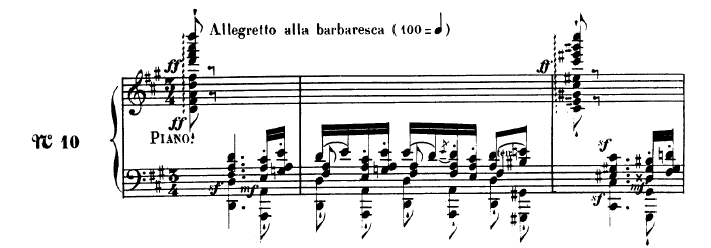
A szóló-zongoraverseny 3. tételének első pár taktusa

A 8., 9., 10. darab 3. tétele egy „szóló zongoraversenynek”. Ez a mű megvalósítása még a szimfóniánál is bonyolultabb, mert nem csak a zenekari hatást kell utolérni, hanem ki kell emelni egy szólóhangszert is. Az első tétel hosszú (kb. fél óra (72 oldalnyi kotta); Jack Gibbons úgy írta le a hosszát, hogy „több taktus van benne, mint Beethoven egész Hammerklavier szonátájában”) és nagyon nagy kihívást jelent az előadónak. Vannak benne gyors skálák, arpeggiók, oktávfutamok, hatalmas ugrások, tremolók, trillák, egymás felett átnyúló kezek és még sok más. A tétel első taktusai „quasi-trombote” („mint a rézfúvósok”) jelöléssel vannak ellátva, míg máshol megjelennek a „quasi-solo” és a „tutti” jelölések. A második tétel a leglassabb, néhány része „quasi-celli” („mint egy cselló”) résszel van jelölve. A tétel többnyire halk és lassú, leszámítva a közepén lévő kicsit gyorsabb részt. A harmadik tétel „Allegretto alla barbaresca” tempóval van jelölve, mely elég gyors játékot vár el. A tétel bár kb. 10 perc, a technikai követelményei még az első tételt is meghaladják. Az egész concerto időtartama kb. 50-55 perc; gisz mollban kezdődik, és fisz mollban végződik. E darab mintájára Kaikhosru Shapurji Sorabji and Ferruccio Busoni is szereztek saját szóló-zongoraversenyt.
A 11. etűd szintén zenekart hivatott utánozni: ez egy nyitány. A darab kb. 15 perc hosszú. Különböző effektusokkal érte el Alkan a zenekari hatást; egy részén például arpeggio-kal utánozza a hegedűk pizzicato játékát.
A 12. mű egy variációsorozat, „Le festin d'Ésope” („Aiszóposz lakomája”). A mesterdarab egy témából, 24 variációból és fináléból áll. A darab kb. 9-11 perc hosszú. A mű hátteréről Marc-André Hamelin azt mondta egy interjúban:
Valóban van egy variáció, mely a kutyák ugatását utánozza, és fellelhetők benne különböző állatok Aiszóposz történeteiből, de a valódi történet a darab mögött az, hogy: Aiszóposz szolga volt, az urának segédje, és egyszer az ura megkérte, hogy csináljon bankettet. Aiszóposz meg akarta mutatni a találékonyságát, és ezért a bankett minden egyes ételét egy alapanyagból csinálta - nyelvből. Úgy hiszem ez az az ötlet, melyet Alkan felhasznált: hogy mennyire hihetetlenül variált lehet egy kis, egyszerű téma használata.

### Egyéb művei
Alkan több etűd összeállítást is szerzett. Ezek között van az op. 15, „Trois morceaux dans le genre pathétique” („3 darab érzelmes stílusban”). Az első darab („Aime moi”, „szeress”) nagyon romantikus; második („Le vent”, „A szél”) etűdben Alkan gyors és halk kromatikus skálákkal utánozza a szelet; a harmadik címe „Morte”, avagy „halál”. Az etűdök érdekessége, hogy Alkan nem hagyott hátra dinamikai instrukciókat, így azokat mind az előadónak kell kitalálni; valószínűleg ez az egyik oka, hogy csupán néhány felvétel készült (legfőképp Marc-André Hamelintől).
Másik, a már fentebb kifejtetthez hasonló etűdök a „12 etűd minden dúrban”. E darabok között van Alkan egyik legismertebb műve, az 5. etűd („Allegro barbaro”), mely a YouTube-on az egyik legnézettebb Alkan videó. A videón Jack Gibbons előadása látható. Ez a darab egy rendkívül gyors és nehéz, többnyire dupla- és szimpla oktávokra épül.
Szintén érdemes megemlíteni a „Le Chemin de fer” („vasút”) című darabot, mely az első zenei kompozíció, mely a vasutat vette témának.
Két nagyobb darab-összeállítása a „25 prelűd minden dúrban és mollban” illetve a „48 Esquisses”. Ezek fő érdekessége, hogy Alkan egy más arcát is megmutatják, melyben elhagyja az őt jellemző virtuozitást. E darabok többségéhez nem kell virtuóz játéktechnika, sőt, kezdő, amatőr zongoristák is képesek lehetnek játszani.
Alkan egy nagy, több opus számot is birtokló (op. 38, 65, 67 és 70) darab-összeállítása a „Chants” (dalok), mely Mendelssohn „Dalok szavak nélkül” című zongoradarab-összeállítására hasonlít. Ezek a művek többnyire nem igényelnek hajmeresztő virtuozitást, de bonyolultabbak, mint a már két előbb említett darabgyűjtemény, és többet is tartalmaznak Alkan legszebb darabjai közül (pl. op. 38 No. 1).
Bonyolultabb darabjai között van egy négytételes virtuóz szonatina, kadencia Beethoven 3. és Mozart 20. zongoraversenyéhez, több etűd (például op. 12 és op. 76, mely utóbbi tartalmazza Alkan egyik ismert darabját, az örökmozgó "Rondo toccata"-t) és a vallásos témájú „Alleluia”, ami Liszt évtizedekkel későbbi „Alleluia” című darabját inspirálta.
Alkan több darabot írt orgonára (például op. 64), pedál zongorára, vonósokra. Fontosabb művei e téren egy cselló szonáta, egy hegedű szonáta és egy zongoratrió.
Alkan több elég bizarr darabot is írt, mint pl. a „Marcia funèbre, sulla morte d'un Pappagallo” („Gyászinduló egy halott papagájért”, 3 oboára, 1 fagottra és kórusra), mely tulajdonképpen Rossini paródiája, aki imádta a papagájokat. A kb. 9 perces darab librettója mindössze három mondatból áll: „As-tu déjeuné, Jaco?”, „Et de quoi?”, „Ah!” (franciául: „Ettél, Jaco?”, „És mit?”, „Ah!”).

## Műveinek listája
- Op. 1, Variációk Steibelt Orage concertojának egy témájára
- Op. 2, Les omnibus, variációk
- Op. 3, Rondoletto Il était un p'tit homme
- Op. 4, Rondo brillant zongorára és vonósokra
- Op. 10, Two Concertos da camera
No. 1 Concerto da Camera A-mollban
No. 2 Concerto da Camera Cisz-mollban
- Op. 12, Trois improvisations dans le style brilliant
- Op. 13, Trois andantes romantiques
- Op. 15, Trois morceaux dans le genre pathétique
- Op. 16, Tre scherzi
- Op. 17, Étude de concert Le preux
- Op. 21, Grand duo concertant Fisz-mollban hegedűre és zongorára (1840)
- Op. 22, Nocturne
- Op. 23, Saltarelle
- Op. 24, Gigue et air de ballet dans le style ancien
- Op. 25, Alleluia
- Op. 26, Marche funèbre
- Op. 27, Le chemin de fer (1844)
- Op. 29, Bourrée d'Auvergne
- Op. 30, Trio G moll trió csellóra, hegedűre és zongorára (1841)
- Op. 31, Préludes
- Op. 32, Recueil d'impromptus
- Op. 33, Grande sonate 'Les quatre âges'
- Op. 34, Scherzo Focoso
- Op. 35, Douze études dans tous les tons majeurs
- Op. 37, Trois marches quasi da cavalleria
- Op. 38, Premier recueil de chants and Deuxième recueil de chants
- Op. 39, Douze études dans tous les tons mineurs
No. 1 Comme le vent ("Mint a szél")
No. 2 En rhythme molossique ("Molosszus ritmusban")
No. 3 Scherzo diabolico ("Diabolikus scherzo")
Nos. 4-7 Szólózongora szimfónia
Nos. 8-10 Szóló-zongoraverseny
No. 11 Ouverture ("Nyitány")
No. 12 Le festin d'Esope (Aiszóposz lakomája)
- Op. 40, 3 marches, négykezes
- Op. 41, Trois petites fantaisies
- Op. 42, Réconciliation - petit caprice en forme de zorcico
- Op. 45, Salut, cendre de pauvre!
- Op. 46, Minuetto alla tedesca
- Op. 47, Sonate de concert E-dúrban csellóra és zongorára (1857)
- Op. 50, Capriccio alla soltadesca
- Op. 50bis, Le tambour bat aux champs, "vázlat" (esquisse)
- Op. 51, Trois menuets
- Op. 52, Super flumina Babylonis (Parafrázis a 137. zsoltáron)
- Op. 53, Quasi-caccia
- Op. 54, Benedictus pedál-zongorára
- Op. 55, Une fusee, introduction and impromptu
- Op. 57, 2 Nocturnes
- Op. 60, Ma chère liberté, ma chère servitude
- Op. 60b, Le grillon, nocturne
- Op. 61, Szonatina
- Op. 63, Negyvennyolc Esquisse
- Op. 64, 13 prières orgonára vagy pedál-zongorára
- Op. 65, Troisième recueil de chants
- Op. 66, 11 grands préludes et un transcription du Messie de Handel pedál-zongorára
- Op. 67, Quatrième recueil de chants
- Op. 69, Impromptu sur le choral de Luther pedál-zongorára
- Op. 70, Cinquième recueil de chants
- Op. 72, 11 pièces dans le style religieux, et un transcription du Messie de Handel pedál-zongorára
- Op. 74, Les Mois 1-12
- Op. 75, Toccatina
- Op. 76, Trois grandes études zongorára
No. 1 Fantaisie Asz dúrban a bal kézre
No. 2 Bevezetés, variációk és finálé D-dúrban a jobb kézre
No. 3 Mouvement semblable et perpetuel (Rondo-Toccata) C-mollban mindkét kézre

## Hatása
Alkannak volt néhány követője és csodálója, mint Anton Grigorjevics Rubinstejn és Ferruccio Busoni, aki Alkant a Beethoven utáni 5 legnagyobb zongoradarab-szerző közé sorolta (Liszttel, Chopinnel, Schumannal és Brahmssal egyetemben). Alkan sokakat tanított is, de az a feltevés, mely szerint Ernest Fanelli olasz zeneszerző is Alkan tanítványa lenne hamis, ugyanis ő 1876-ban tanult a konzervatóriumban, bőven azután hogy Alkan elhagyta azt.
Debussy és Ravel mind tanultak Alkan darabokat olyan tanároktól, akik személyesen ismerték. Debussy zeneiskolában töltött évei alatt megtanulta Alkan összes vázlatát (esquisses), melynek hatása érződik a művein. Alkan orgonadarabjait César Franck és Camille Saint-Saëns is ismerték, és a rájuk tett hatása mind a mai napig tetten érhető a francia orgonaoktatásban. Ezeket az orgonaműveket egy angol orgonista, Kevin Bowyer nemrég CD-re vette a British label Toccata Classics kiadónak. Az indiai-angol zeneszerző Kaikhosru Shapurji Sorabji használta Alkan darabjait a műveiben és írásaiban, sőt egy darabjának (mely Alkan mintájára szóló-zongora szimfónia) tételében egy szakaszt „Quasi-Alkan” jelöléssel látott el (1976-ban).
Alkan legtöbb műve a huszadik századra elfelejtődött. A 20. század közepén kezdték el újra felfedezni és játszani a mesterműveit. Alkan felvételeket többek között Marc-André Hamelin, John Ogdon, Piers Lane, Laurent Martin, Raymond Lewenthal, Ronald Smith, Jack Gibbons, Mark Latimer, Stephanie McCallum, Alan Weiss, Steven Osborne és Bernard Ringeissen készítettek. Ronald Stevenson, angol zeneszerző szerzett egy „Le festin d'Alkan” című művet (utalva Alkan op. 39 No. 12-jére), valamint az angol Michael Finnissy szintén több Alkanra utaló darabot írt, mint pl. az „Alkan-Paganini” című 5. tétel a „Fényképezés története zenében” nevű művében. Marc-André Hamelin negyedik „moto perpetuo” (örökmozgó) etűdjében egyesíti két Alkan mű, az op. 39 No. 7 (szóló-zongora szimfónia, 4. tétel) és az op. 67 No. 3 (Rondo tokkáta, mely szintén örökmozgó darab) témáját. Ezt a művét Kovács Averil-nek és François Luguenot-nak ajánlotta, akik az angol és francia Alkan társaságok ismert tagjai. Hamelin állítása szerint az egyesítés ötlete Alistair Hinton zeneszerzőtől jött, aki az 5. zongoraszonátája egyik részét „Alkanique” jelöléssel látta el.
2009. április 25-én a BBC rádió 3 Alkannak ajánlott egy 45 perces programot Piers Lane, John White és David Conway közreműködésével.

## Fordítás
- Ez a szócikk részben vagy egészben  a   Charles-Valentin Alkan című angol Wikipédia-szócikk fordításán alapul.  Az eredeti cikk szerkesztőit annak laptörténete sorolja fel. Ez a jelzés csupán a megfogalmazás eredetét és a szerzői jogokat jelzi, nem szolgál a cikkben szereplő információk forrásmegjelöléseként.

### Alkanról
- Az Alkan társaság honlapja
- "The Myths of Alkan" Jack Gibbons honlapján
- Unriddling Alkan
- Életrajz, diszkográfia, kotta és MIDI
- Képek Alkanról és a családjáról (az apja, az anyja, a nővére Celeste, a bátyja Napoléon, és a fia Elie-Miriam Delaborde).

### Kották
- Ingyenes Alkan kották és kéziratok
- Ingyenes Alkan kották
- Kunst der Fuge website: Alkan legtöbb zongoradarabjának MIDI-je
- www.kreusch-sheet-music.net – Ingyen Alkan kották

### Előadások az interneten
- 1. dal (Chant op. 38 No. 1 (Assez vivement)). YouTube Jack Gibbons előadásában.
- Alkan Allegro Barbarója (op. 35 No. 5). YouTube Jack Gibbons előadásában.
- Etűd op. 35 No. 3. YouTube Bernard Ringeissen előadásában.
- Etűd op. 35 No. 7 „Tűz a szomszéd faluban”. YouTube Bernard Ringeissen előadásában.
- A szél, op. 15 No. 2. YouTube Marc-André Hamelin előadásában.
- 10. vázlat, op. 63 No. 10. YouTube Laurent Martin előadásában.
- Le Chemin de fer ("A vasút"). YouTube
- A zongoratrió fináléjának zongorarésze (perpetuum mobile). YouTube Keith Whalen előadásában (gitáron).
- Grand Duo Concertant Fisz-mollban (hegedűre és zongorára), 2. tétel „A pokol”. YouTube

Szóló-zongoraverseny, op. 39 No. 8-10 (Marc-André Hamelin előadásában):
- 2. tétel második fele. YouTube
- 3. tétel (videó az élő koncertfelvételből). YouTube

Dalok, op. 65 (Marc-André Hamelin előadásában):
- 1. Vivante. YouTube
- 2. Esprits follets. Vivacissimo. YouTube
- 3. Canon. Assez vivement. YouTube
- 4. Tempo giusto. YouTube
- 5. Horace et Lydie. Vivacissimo. YouTube
- 6. Barcarolle. Assez lentement. YouTube